# Distribuição Kumaraswamy
Em probabilidade e estatística, a distribuição Kumaraswamy é uma família de distribuições de probabilidade contínuas definidas no intervalo (0,1). Ela uma alternativa à Distribuição beta, porém possui uma forma mais simples para a função densidade de probabilidade, função de distribuição acumulada e função quantílica, as quais podem ser expressas em forma fechada. Essa distribuição foi originalmente proposta por Poondi Kumaraswamy para variáveis que possuem limites inferior e superior, com inflação em zero. No primeiro artigo sobre a distribuição, o limite inferior natural de zero para a precipitação foi modelado usando uma probabilidade discreta, já que a precipitação em muitos lugares, especialmente nos trópicos, tem uma probabilidade significativamente diferente de zero. Essa probabilidade discreta é agora chamada de inflação em zero. Isso foi posteriormente estendido para inflações em ambos os extremos [0,1] no trabalho de Fletcher e Ponnambalam. Um bom exemplo de inflações nos extremos são as probabilidades de reservatórios estarem completamente cheios ou completamente vazios, o que é importante para o projeto de reservatórios.

## Definições

### Função densidade de probabilidade
A função densidade de probabilidade da distribuição Kumaraswamy desconsiderando inflação é:
{\displaystyle f(x;a,b)=abx^{a-1}{(1-x^{a})}^{b-1},\ \ {\mbox{onde}}\ \ x\in (0,1),}
Em que {\displaystyle a} e {\displaystyle b} são parâmetros de forma positivos.

### Função distribuição acumulada
A função distribuição acumulada da Kumaraswamy é dada por:
{\displaystyle F(x;a,b)=\int _{0}^{x}f(\xi ;a,b)d\xi =1-(1-x^{a})^{b}.\ }
Essa forma fechada possue vantagem computacional em relação à distribuição Beta, cuja função distribuição acumulada envolve funções especiais para poderem ser calculadas.

### Função Quantílica
A função distribuição acumulada inversa (função quantílica) da distribuição é dada por:
{\displaystyle F^{-1}(y;a,b)=(1-(1-y)^{\frac {1}{b}})^{\frac {1}{a}}.\ }

### Generalizando para um suporte de intervalo arbitrário
Na sua forma mais simples, a distribuição tem suporte em (0,1). Em uma forma mais geral, a variável normalizada x é substituída pela variável z  não deslocada nem redimensionada, onde:
{\displaystyle x={\frac {z-z_{\text{min}}}{z_{\text{max}}-z_{\text{min}}}},\qquad z_{\text{min}}\leq z\leq z_{\text{max}}.\,\!}

## Propriedades

### Momentos
O m-ésimo momento bruto de X é dado por:
{\displaystyle m_{n}={\frac {b\Gamma (1+n/a)\Gamma (b)}{\Gamma (1+b+n/a)}}=bB(1+n/a,b)\,,}
em que B é a função beta e Γ(.) denota função Gama. A média, variância, assimetria e curtose podem ser calculadas por esses momentos brutos. Por exemplo, a média de X é dada por
{\displaystyle m_{1}=bB(1+1/a,b)},
e a variância de X é dada por
{\displaystyle \sigma ^{2}=m_{2}-m_{1}^{2}.}
A entropia da distribuição é:
{\displaystyle H=\left(1\!-\!{\tfrac {1}{a}}\right)+\left(1\!-\!{\tfrac {1}{b}}\right)H_{i}-\log(ab)}
Onde {\displaystyle H_{i}} é o número harmônico.

## Estimação de parâmetros
Para a estimação dos parâmetros da distribuição Kumaraswamy. O método de máxima verossimilhança é o mais utilizado. A função de log-verossimilhança da distribuição Kumaraswamy, dada uma amostra {\displaystyle x_{1},\ldots ,x_{n}}, é:
{\displaystyle \ell (a,b)=n\cdot \log(a)+n\cdot \log(b)+(a-1)\sum _{i=1}^{n}\log(x_{i})+(b-1)\sum _{i=1}^{n}\log \left(1-x_{i}^{a}\right)}
As expressões explícitas da função escore, que são derivadas a partir da log-verossimilhança em relação aos parâmetros do modelo, ela serão expressas como:
{\displaystyle U_{a}=\sum _{i=1}^{n}\left[{\frac {1}{a}}+\log(x_{i})-{\frac {(b-1)\cdot x_{i}^{a}\cdot \log(x_{i})}{1-x_{i}^{a}}}\right]}
e
{\displaystyle U_{b}=\sum _{i=1}^{n}\left[{\frac {1}{b}}+\log(1-x_{i}^{a})\right]}
Os componentes para a matriz de informação de Fisher, baseada na expectativa da segunda derivada da log-verossimilhança, serão:
{\displaystyle {\mathcal {I}}_{F}(a)=-\mathbb {E} \left[{\frac {\partial ^{2}\ell (a,b)}{\partial a^{2}}}\right],\quad {\mathcal {I}}_{F}(b)=-\mathbb {E} \left[{\frac {\partial ^{2}\ell (a,b)}{\partial b^{2}}}\right],\quad {\mathcal {I}}_{F}(a,b)=-\mathbb {E} \left[{\frac {\partial ^{2}\ell (a,b)}{\partial a\,\partial b}}\right]}
A matriz de informação de Fisher é então:
{\displaystyle {\mathcal {I}}_{F}={\begin{bmatrix}{\mathcal {I}}_{F}(a)&{\mathcal {I}}_{F}(a,b)\\{\mathcal {I}}_{F}(a,b)&{\mathcal {I}}_{F}(b)\end{bmatrix}}}
Utilizada para obter os erros-padrão dos estimadores e construir intervalos de confiança assintóticos.

## Relação com a distribuição Beta
A distribuição Kumaraswamy possue uma relação forte com a Distribuição beta. Elas compartilha características com a distribuição Beta: ambas são definidas no intervalo aberto "(0,1)" e tem dois parâmetros de forma positivos. Porém há aspectos que os diferenciam, com a distribuição Beta não tendo uma forma fechada simples. A distribuição Beta tem uma função de distribuição acumulada expressa pela função Beta incompleta regularizada.
{\displaystyle F(x;\alpha ,\beta )=I_{x}(\alpha ,\beta ),}
em que {\displaystyle I_{x}(\alpha ,\beta )} é a função Beta incompleta regularizada, cuja inversa não possui forma fechada analítica, dificultando o cálculo de quantis e simulações. Enquanto a função de distribuição acumulada da Kumaraswamy é:
{\displaystyle F(x;a,b)=\int _{0}^{x}f(\xi ;a,b)d\xi =1-(1-x^{a})^{b}.\ }
Tendo uma função quantílica definida por:
{\displaystyle F^{-1}(y;a,b)=(1-(1-y)^{\frac {1}{b}})^{\frac {1}{a}}.\ }
Isso faz com que a distribuição Kumaraswamy tenha vantagem em contextos que exigem eficiência computacional, como geração de variáveis aleatórias, simulações estatísticas e algoritmos de aprendizado de máquina.
Mais especificamente, assuma que Xa,b é uma variável aleatória com distribuição Kumaraswamy com parâmetros a e b. Então Xa,b é a raiz a-ésima de uma variável aleatória adequadamente definida com distribuição Beta. Formalmente, com Y1,b denotando uma variável aleatória com distribuição Beta com parâmetros {\displaystyle \alpha =1} and {\displaystyle \beta =b}. Então existirá a relação entre Xa,b e Y1,b.
{\displaystyle X_{a,b}=Y_{1,b}^{1/a},}
com igualdade em distribuição.
{\displaystyle \operatorname {P} \{X_{a,b}\leq x\}=\int _{0}^{x}abt^{a-1}(1-t^{a})^{b-1}dt=\int _{0}^{x^{a}}b(1-t)^{b-1}dt=\operatorname {P} \{Y_{1,b}\leq x^{a}\}=\operatorname {P} \{Y_{1,b}^{1/a}\leq x\}.}
Se pode introduzir distribuições Kumaraswamy generalizadas considerando variáveis aleatórias na forma {\displaystyle Y_{\alpha ,\beta }^{1/\gamma }}, com {\displaystyle \gamma >0}, onde {\displaystyle Y_{\alpha ,\beta }} é uma variável aleatória com distribuição Beta e parâmetros {\displaystyle \alpha } e {\displaystyle \beta }. Os momentos brutos dessa distribuição Kumaraswamy generalizada é dado por:
{\displaystyle m_{n}={\frac {\Gamma (\alpha +\beta )\Gamma (\alpha +n/\gamma )}{\Gamma (\alpha )\Gamma (\alpha +\beta +n/\gamma )}}.}
Note que se pode reobter os momentos originais usando {\displaystyle \alpha =1}, {\displaystyle \beta =b} e {\displaystyle \gamma =a}.

## Distribuições relacionadas
- Se {\displaystyle X\sim {\textrm {Kumaraswamy}}(1,1)\,} então {\displaystyle X\sim U(0,1)\,} (Distribuição uniforme)
- Se {\displaystyle X\sim U(0,1)\,} então {\displaystyle {\left(1-X^{\tfrac {1}{b}}\right)}^{\tfrac {1}{a}}\sim {\textrm {Kumaraswamy}}(a,b)\,} [6]
- Se {\displaystyle X\sim {\textrm {Beta}}(1,b)\,} (Distribuição beta) então {\displaystyle X\sim {\textrm {Kumaraswamy}}(1,b)\,}
- Se {\displaystyle X\sim {\textrm {Beta}}(a,1)\,} (Distribuição beta) então {\displaystyle X\sim {\textrm {Kumaraswamy}}(a,1)\,}
- Se {\displaystyle X\sim {\textrm {Kumaraswamy}}(a,1)\,} então {\displaystyle (1-X)\sim {\textrm {Kumaraswamy}}(1,a)\,}
- Se {\displaystyle X\sim {\textrm {Kumaraswamy}}(1,a)\,} então {\displaystyle (1-X)\sim {\textrm {Kumaraswamy}}(a,1)\,}
- Se {\displaystyle X\sim {\textrm {Kumaraswamy}}(a,1)\,} então {\displaystyle -\log(X)\sim {\textrm {Exponencial}}(a)\,}
- Se {\displaystyle X\sim {\textrm {Kumaraswamy}}(1,b)\,} então {\displaystyle -\log(1-X)\sim {\textrm {Exponencial}}(b)\,}
- Se {\displaystyle X\sim {\textrm {Kumaraswamy}}(a,b)\,} então {\displaystyle X\sim {\textrm {GB1}}(a,1,1,b)\,}, a distribuição beta generalizada de primeiro tipo.
- Se  {\displaystyle X\sim {\textrm {Kumaraswamy}}(\alpha ,\beta )}  então  {\displaystyle \left\{{\frac {1}{1-X}}\right\}\sim {\textrm {MK}}(\alpha ,\beta )} (Distribuição Kumaraswamy modificada).

## Aplicações
Um exemplo de uso para distribuição Kumaraswamy é o volume de armazenamento de um reservatório com capacidade z em que o limite superior é zmax e o limite inferior é 0. Que é um exemplo natural para duas inflações, já que vários reservatórios tem probabilidades não negativas para situações onde os reservatórios estão vazios ou cheios.